# Полидепортиво де Пуэбло-Нуэво
Полидепорти́во де Пуэ́бло-Нуэ́во (исп. Estadio Polideportivo de Pueblo Nuevo) — многофункциональный стадион, расположенный в городе Сан-Кристобаль, столице венесуэльского штата Тачира. Вместимость стадиона составляет около 45 000 зрителей. «Полидепортиво де Пуэбло-Нуэво» — домашняя арена футбольного клуба «Депортиво Тачира».

## История
Строительство стадиона велось с 1974 года. Основанный в том же году «Депортиво Сан-Кристобаль» временно принимал гостей на стадионе Гильермо Сото Роса в городе Мерида. 11 января 1976 стадион был открыт матчем между «Депортиво Сан-Кристобалем» и «Депортиво Кали», закончившимся безголевой ничьей.
Первоначально стадион вмещал около 25 000 зрителей, а навес был добавлен лишь годы спустя. С 1985 года стадион принимает у себя матчи сборной Венесуэлы по футболу.
В 2006 году «Полидепортиво де Пуэбло-Нуэво» был подвергнут масштабной и первой с момента открытия реконструкции в рамках подготовки к проведению Кубка Америки 2007. 20 июня 2007 года обновлённый стадион был официально открыт товарищеским матчем между сборными Венесуэлы и Страны Басков. Спустя 6 дней стадион принял у себя второй матч открывшегося Кубка Америки.
Стадион в стране имеет прозвище Святой храм венесуэльского футбола (исп. El Templo Sagrado del Fútbol Venezolano), так как национальная команда показывала ряд своих лучших результатов на этой арене. Кроме того, стадион находится в Андском регионе, в котором футбол наиболее популярен по сравнению с остальной Венесуэлой, где предпочтение отдаётся бейсболу.

## Спортивные соревнования
- Чемпионат Южной Америки по футболу среди молодёжных команд 1991
- Кубок Америки 2007